# Historieforum Västra Götaland
Historieforum Västra Götaland är en förening som vill försöka hävda och inspirera till en ökad forskning om västsvensk historia. Föreningen har ett eget bokförlag som skall underlätta för en forskare att bli publicerad om forskarens resultat bedöms som angelägna. Föreningen utger också en tidskrift. 
Föreningen bildades 1999 av bland andra Verner Lindblom. Nuvarande ordförande är Morgan Nilsson.